# Oddr kikinaskald
Oddr kíkinaskáld fue un escaldo de Islandia en el siglo XI. Skáldatal menciona que fue poeta de la corte de Magnus I de Noruega y de Harald III de Noruega.
Dos estrofas de un poema se han conservado en las sagas reales: Heimskringla, Hulda-Hrokkinskinna y Magnúss saga góða ok Haralds harðráða. Uno se basa en las victorias que obtuvo el rey, el otro describe el dolor que causó su muerte y un lausavísur.